# Atul
Atul está localizado no distrito de Valsad, no estado indiano de Guzerate.

## Demografia
Segundo o censo de 2001, Atul tinha uma população de 5356 habitantes. Os indivíduos do sexo masculino constituem 53% da população e os do sexo feminino 47%. Atul tem uma taxa de alfabetização de 84%, superior à média nacional de 59.5%; com 55% para o sexo masculino e 45% para o sexo feminino. 9% da população está abaixo dos 6 anos de idade.